# Afroleptomydas rufihirtus
Afroleptomydas rufihirtus är en tvåvingeart som beskrevs av Hesse 1969. Afroleptomydas rufihirtus ingår i släktet Afroleptomydas och familjen Mydidae. Inga underarter finns listade i Catalogue of Life.